# Tre'von Moehrig
Tre'von Moehrig-Woodard (Spring Branch, Texas, 16 de junio de 1999) más conocido como Tre'von Moehrig, es un jugador profesional estadounidense de fútbol americano que se desempeña en la posición de safety en Las Vegas Raiders, equipo de la National Football League (NFL).

## Carrera
Fue seleccionado en la segunda ronda en la Reunión Anual de Selección de Jugadores de la NFL de 2021. Hizo su debut profesional con el equipo Las Vegas Raiders, donde lleva jugando tres temporadas.